# Balantiopsidaceae
Balantiopsaceae là một họ rêu trong bộ Jungermanniales.